# Румянцев, Андрей Иванович
Андрей Румянцев (латыш. Andrejs Rumjancevs; 14 сентября 1962, Рига — 28 ноября 2015) — советский и латышский артист балета и педагог. Брат Александра Румянцева.

## Биография
В 1980 году окончил Рижскую хореографическую школу (Педагоги В. Ушакова, А. Мартынов, Г. Ларионов, В. Блинов, М. Церс). С 1980 по 2005 год был солистом балета Латвийской Национальной Оперы. В 1994 году получил степень магистра хореографии. С 2004 года преподавал в Рижской хореографической школе. С 2005 года учился в музыкальной академии на хореографическом отделении.

## Балетные партии
- Испанец (М. Равель «Болеро»,1983);
- Синдбад (Ф. Амиров «1001 ночь», 1985);
- Берендо (В. Каминскис «По ком звонит колокол»,1987);
- Зигфрид (Чайковский. «Лебединое озеро», 1987);
- Тореодор (Ж. Бизе — Р.Щедрин «Кармен», 1987);
- Принц Щелкунчик (П. Чайковский «Щелкунчик», 1988, 2001);
- Бродяга (Б. Барток. «Прекрасный мандарин», 1989);
- Конрад (А. Адан. «Корсар», 1990);
- Принц (С. Прокофьев «Золушка», 1991);
- Альберт (А .Адан «Жизель», 1991);
- Классический дуэт (Л. Бетховен «7я симфония», 1993);
- Жан де Бриенн (А. Глазунов. «Раймонда», 1993);
- Базиль, Эспада, Дон Кихот (Л. Минкус «Дон Кихот», 1993, 2004);
- Джеймс (Х.Левеншельд «Сильфида», 1994);
- Шопен (Ф. Шопен «Ноктюрн любви», 1994);
- Франц (И. Штраус «У голубого Дуная», 1994), Паоло (П. Чайковский «Франческа да Римини», 1995.);
- Дезире (П. Чайковский. «Спящая красавица», 1995);
- Франц (Л. Делиб. «Коппелия», 1997);
- Юноша (Ф. Шопен. «Шопениана», 1998), Солист (Я. Иванов. «Атлантида», 1998);
- Чайковский (П. Чайковский. «Чайковский», 1998);
- Золотой раб (Н. Римский-Корсаков «Шехерезада», 1998);
- Мужик (И. Стравинский, 2001);
- Гортензио (К. Гольдмарк. «Укрощение строптивой», 2002);
- Купец (И. Стравинский «Петрушка», 2003).